# Léon Hayard
Napoléon Hayard, dit Léon Hayard, né le 16 décembre 1850 à Remicourt (Marne) et mort le 29 août 1903 à Paris, est un éditeur, journaliste et homme politique  français qui fut surnommé « l'empereur des camelots ».

## Biographie

### Début de vie
Napoléon-Ferdinand Hayard est le fils de Catherine-Josephine-Françoise Costel et de Pierre-Isidore Hayard, maire bonapartiste de la commune marnaise de Remicourt.
Napoléon Hayard est tourneur-mécanicien à Paris au moment où éclate la guerre de 1870. Il est alors logé, avec ses parents, chez sa sœur, concierge de l'école municipale de la rue des Petits-Hôtels. L'école est fermée, sa cour servant de place d'exercice pour le 103e bataillon de la Garde nationale, dans lequel le jeune homme s'engage. Exempté de service en raison de la présence de ses deux frères aînés sous les drapeaux, il s'enrôle volontairement au 10e mobiles et prend part à la défense du fort de Vanves pendant le siège de Paris. En février 1871, il prend les armes pour la Commune. Selon son propre récit, il aurait ainsi servi d'ordonnance au général Dombrowski pendant deux jours, puis aurait appartenu à la compagnie chargée de la destruction de la colonne Vendôme avant de servir Raoul Rigault à la préfecture de police et d'être nommé inspecteur des barricades pendant la Semaine sanglante.

### Après la guerre
Dans les années qui suivent la fin de la guerre, il abandonne rapidement son métier de mécanicien car les émanations d'acide sulfurique lui détériorent l'estomac et la vue. Il travaille par conséquent avec son frère, imprimeur-lithographe, avant de se mettre au service de différents journaux tels que le Nouveau Journal de Pascal Duprat, la Marseillaise de Armand Duportal, la Petite France de Daniel Wilson et le Petit Parisien, qu'il part lancer en province. Il assure également la gérance du Vrai Lillois, un journal anticlérical créé en réaction au Lillois conservateur et dont il rédige lui-même certains articles. En 1892, il quitte Lille et rentre à Paris.

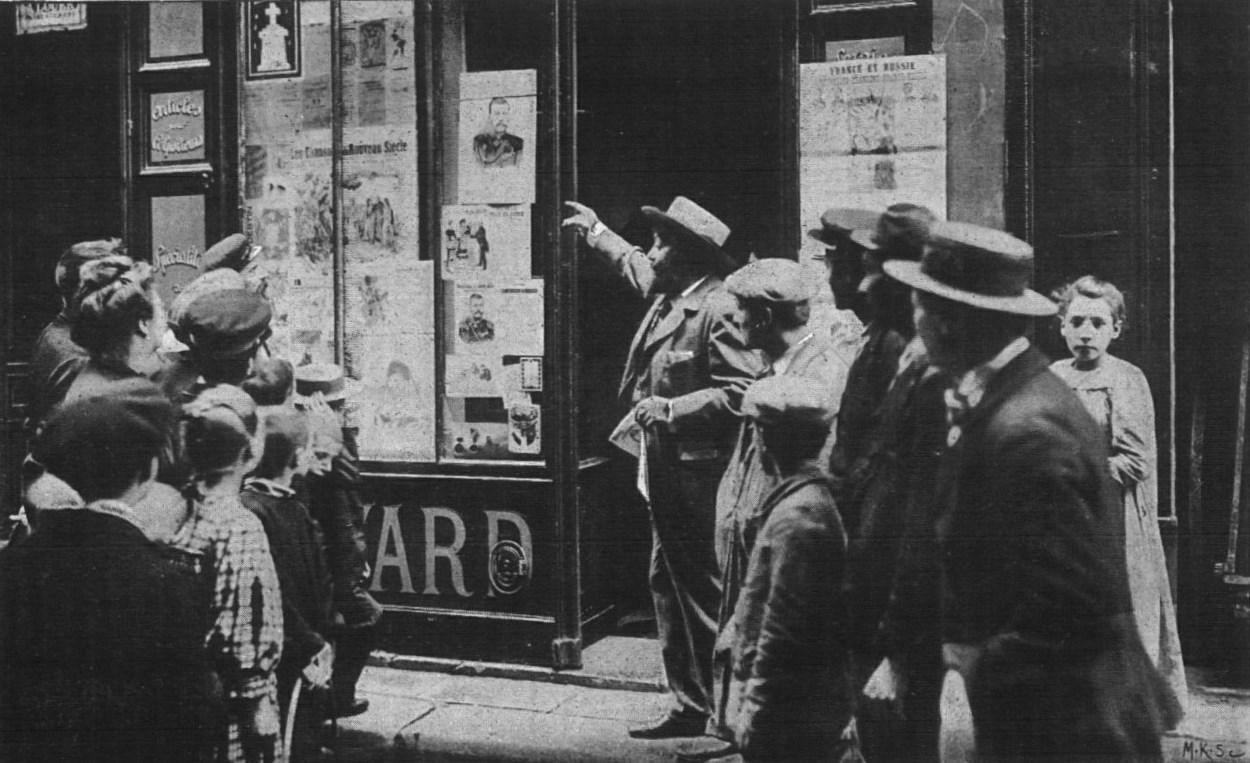
Hayard devant sa boutique de la rue Saint-Joseph en 1901, lors de la visite des souverains russes en France.

Installé au no 146 de la rue Montmartre puis au no 24 de la rue Saint-Joseph, près de la rue du Croissant, dans le quartier de la presse, il passe de l'état de camelot à celui d'éditeur-libraire et se spécialise dans la vente de placards en tout genre, de confetti et de chansons humoristiques ou d'actualité, notamment du chansonnier Marius Réty et de Francis Dufor, auteur d’En voulez vous des z'homards. Dans les années 1890-1900, une grande partie de son fonds de commerce est constituée de pamphlets politiques (dont des testaments et nécrologies parodiques) et de caricatures.

### L'«Empereur des camelots »

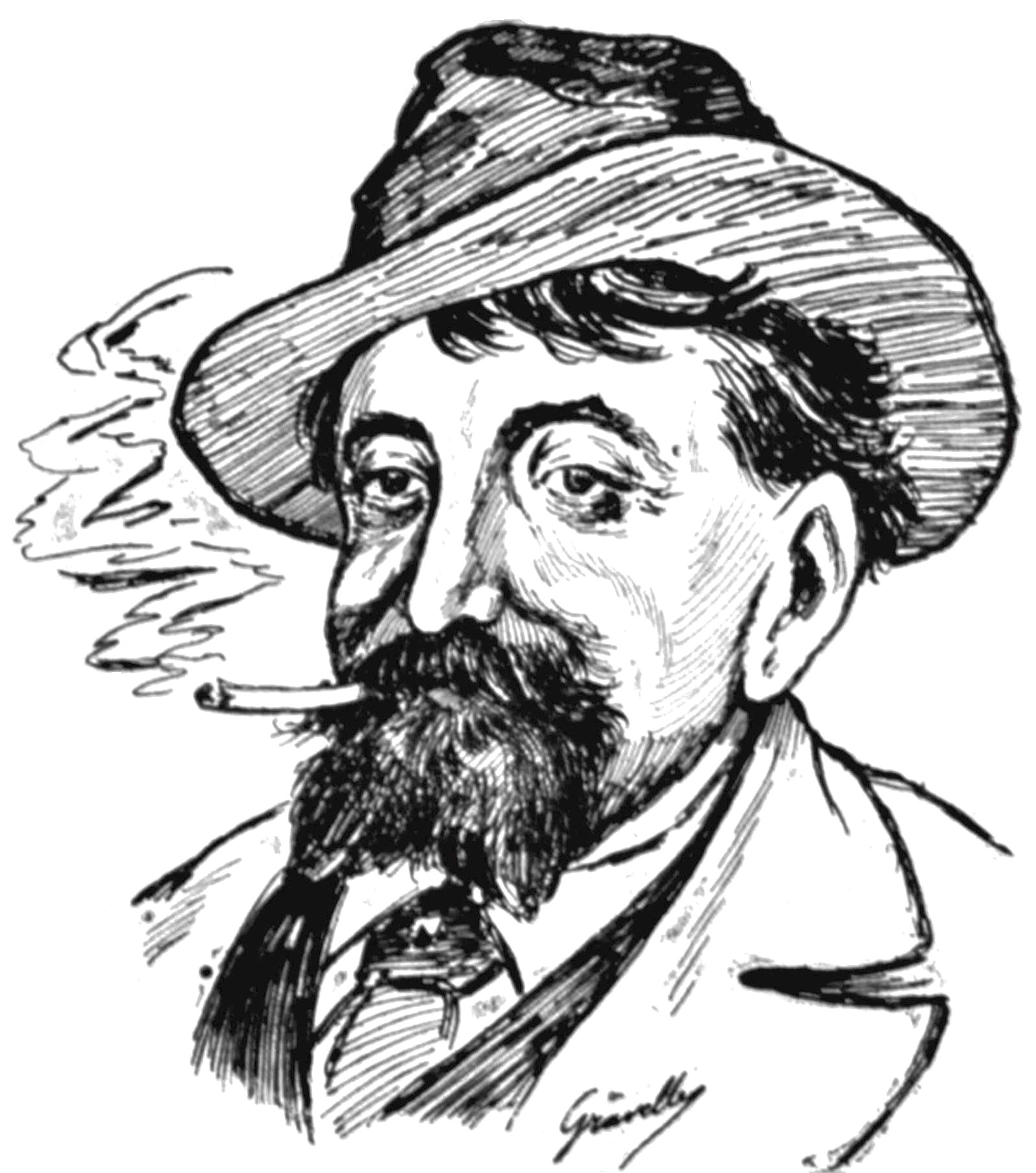
Caricature de Léon Gayard par le dessinateur anarchiste Émile Gravelle.

Employeur de nombreux camelots, qu'il paye quelquefois pour aller faire la claque dans des réunions politiques, Hayard contribue à la propagande boulangiste. Quelques années plus tard, à l'occasion de l'affaire Dreyfus, il diffuse des publications antidreyfusardes et antisémites. Hayard était lui-même un antisémite virulent. Il a ainsi été arrêté le 25 mai 1892 près de la synagogue de la Victoire pour avoir crié « Sales Youtres ! » et « Vive Drumont ! » à l'encontre des personnes invitées au mariage d'Emmanuel Leonino avec Juliette de Rothschild, fille de Gustave de Rothschild. Comme la plupart des nationalistes de son temps, il admire le président boer Paul Kruger et s'enthousiasme pour l'alliance franco-russe.
Le 15 août 1903, Hayard est renversé par une voiture sur la place de la Bourse. Blessé à la tête, il meurt le 29 août en son domicile du no 9 de la rue du Faubourg-Montmartre. Le surlendemain, il est inhumé au cimetière de Saint-Ouen.